# Dolcourt
Dolcourt is een gemeente in het Franse departement Meurthe-et-Moselle (regio Grand Est) en telt 93 inwoners (2009). De plaats maakt deel uit van het arrondissement Toul.

## Geografie
De oppervlakte van Dolcourt bedraagt 6,4 km², de bevolkingsdichtheid is dus 14,5 inwoners per km².
De onderstaande kaart toont de ligging van Dolcourt met de belangrijkste infrastructuur en aangrenzende gemeenten.

## Demografie
De figuur toont het verloop van het inwonertal (bron: INSEE-tellingen).